# La Rinconada (España)
La Rinconada es una localidad y municipio español de la provincia de Sevilla, en la comunidad autónoma de Andalucía. Se encuentra en la margen izquierda del río Guadalquivir. Su topónimo proviene del rincón que forma aquí dicho río.
A lo largo del término municipal existen varios núcleos de población correspondientes a concentraciones rurales, además de los consolidados de La Rinconada-pueblo y San José de La Rinconada (barrio). Éstos son: El Gordillo, La Jarilla, Tarazona, Tarazonilla, Los Abetos, El Castellón, Los Labrados, Casavacas y El Toril.

## Geografía
Integrado en la Comarca Metropolitana de Sevilla, se sitúa a 12 kilómetros de la capital provincial. El término municipal está atravesado por distintas carreteras:
- Autovía del Sur A-4, que une Madrid con Cádiz, entre los pK 524 y 531.
- Carretera autonómica A-8002: conecta Sevilla con Alcalá del Río.
- Carretera autonómica A-8004: conecta San José de La Rinconada con Brenes.
- Carretera autonómica A-8005: conecta la carretera de circunvalación SE-20 con Tocina.
- Carretera autonómica A-8008: conecta la carretera de circunvalación SE-20 con San José de La Rinconada.
- Autovía autonómica A-8009: conecta Sevilla con La Rinconada (Acceso Norte de Sevilla).

El amplio término municipal de La Rinconada cuenta con 138,39 kilómetros cuadrados, situándose al norte de la ciudad de Sevilla.
El término se expande en forma triangular, cuyos vértices se acercan a Brenes, a La Algaba y a la autovía del Sur. El relieve del municipio es predominantemente llano por la influencia del río Guadalquivir, que hace de límite con Alcalá del Río y La Algaba. La altitud oscila entre los 60 m al sureste y los 10 m a orillas del río Guadalquivir. El pueblo se alza a 10 m sobre el nivel del mar.
| Noroeste: Alcalá del Río | Norte: Alcalá del Río y Brenes | Noreste: Brenes y Carmona |
| Oeste: La Algaba         |                                | Este: Carmona             |
| Suroeste: Sevilla        | Sur: Sevilla                   | Sureste: Carmona          |

### Clima

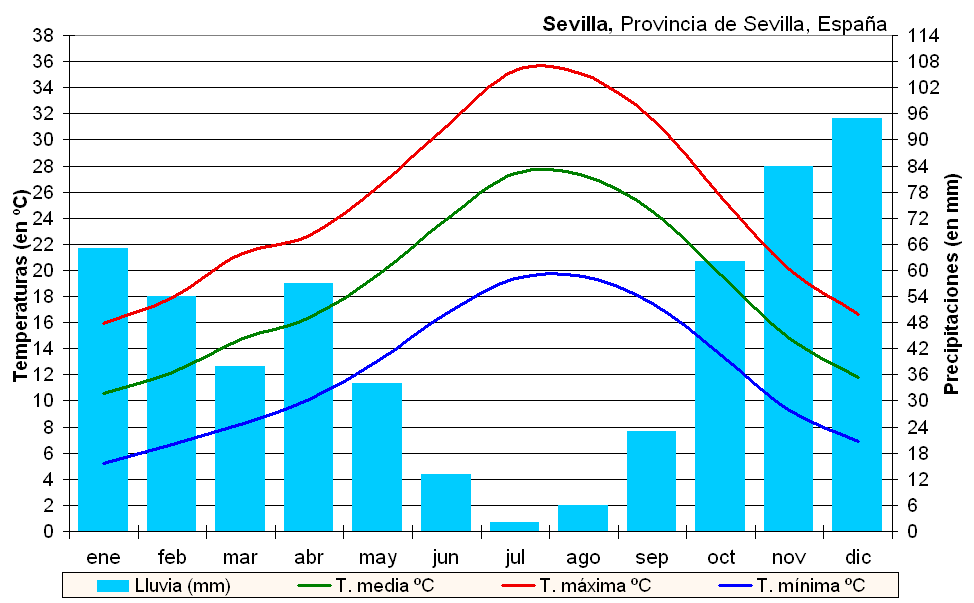
Climograma de La Rinconada (aeropuerto)

El clima de La Rinconada es mediterráneo con influencia continental, con precipitaciones variables, veranos secos muy cálidos e inviernos suaves sin nevadas. Según la clasificación climática de Köppen, corresponde a un clima Csa. La temperatura media anual es de 18,6 °C, unas de las mayores de Europa. Enero es el mes más frío, con una media de temperaturas mínimas de 5,2 °C; y julio es el mes más caluroso, con una media de temperaturas máximas diarias de 35,3 °C.
- Las precipitaciones oscilan de 500 a 600  mm al año, concentradas de octubre a abril; diciembre es el mes más lluvioso, con 95 mm. Hay un promedio de 52 días de lluvia al año, 2898 horas de sol y varios días de heladas —que difícilmente se prolongan más de 3 o 4 días seguidos—, en los que la temperatura mínima es menor a los 0 °C y las máximas no pasan de los 8 o 10 °C.

| 1971-2000                                  | Ene  | Feb  | Mar  | Abr  | May  | Jun  | Jul  | Ago  | Sep  | Oct  | Nov  | Dic  | MEDIA |
| ------------------------------------------ | ---- | ---- | ---- | ---- | ---- | ---- | ---- | ---- | ---- | ---- | ---- | ---- | ----- |
| Temperatura media (°C)                     | 10,6 | 12,2 | 14,7 | 16,4 | 19,7 | 23,9 | 27,4 | 27,2 | 24,5 | 19,6 | 14,8 | 11,8 | 18,6  |
| Media de temperaturas máximas diarias (°C) | 15,9 | 17,9 | 21,2 | 22,7 | 26,4 | 31,0 | 35,3 | 35,0 | 31,6 | 25,6 | 20,1 | 16,6 | 24,9  |
| Media de temperaturas mínimas diarias (°C) | 5,2  | 6,7  | 8,2  | 10,1 | 13,1 | 16,7 | 19,4 | 19,5 | 17,5 | 13,5 | 9,3  | 6,9  | 12,2  |
| Precipitaciones medias (mm)                | 65   | 54   | 38   | 57   | 34   | 13   | 2    | 6    | 23   | 62   | 84   | 95   | 534   |

## Historia
Los vestigios arqueológicos más antiguos descubiertos en el municipio datan del s. XVIII a. C. Se trataba de un asentamiento en el cerro Macareno que duró desde finales de la Edad del Bronce hasta comienzos de la romanización. A finales del s. I a. C. los habitantes abandonaron dicho cerro por el cambio de ruta del río, que pasaba junto a dicho cerro. No obstante, durante la etapa romana siguió habiendo población en otra zona del término municipal. La zona también estuvo poblada en tiempos de los visigodos. No se sabe nada de su historia en el periodo musulmán. En 1245 Fernando III de Castilla acampó aquí antes de la reconquista de Sevilla y fundó un hospital, del que se encargó la Orden de San Juan de Jerusalén (la Orden de Malta). Posteriormente, se construyó la capilla de Nuestra Señora de los Dolores donde se encontraba el hospital y, en el siglo XV, el poblado empezó a crecer en torno a la misma. En 1594 contaba con 114 vecinos pecheros.
A comienzos del siglo XX se instaló una estación de ferrocarril a unos cuatro kilómetros de La Rinconada. Cerca del ferrocarril se construyeron varias viviendas y fábricas, que fueron conformando la pedanía de San José de La Rinconada.
El núcleo de población de San José cuenta con dos estaciones de ferrocarril de cercanías correspondientes a las líneas C-1 y C-3. La estación de La Rinconada y el apeadero de El Cáñamo, situado en el polígono industrial del mismo nombre.

## Demografía
La Rinconada cuenta con una población de 40 529 habitantes (INE 2024).
| Gráfica de evolución demográfica de La Rinconada entre 1842 y 2021                                                  |
| |
| Población de derecho según los censos de población del INE Población de hecho según los censos de población del INE |

| Relación de unidades poblacionales |                   |
| Núcleos de población               | Habitantes (2016) |
| La Rinconada                       | 10 093            |
| San José de La Rinconada           | 26 608            |
| Casavacas                          | 14                |
| El Gordillo                        | 161               |
| Polígono El Gordillo               | 11                |
| Urbanización El Castellón          | 41                |
| Urbanización La Rata               | 11                |
| Urbanización Nueva Jarilla         | 290               |
| Urbanización Verónica              | 11                |
| Las Cortillas                      | 39                |
| Tarazona                           | 757               |
| Tarazonilla                        | 23                |
| Población en diseminados           | 311               |
| Total municipio                    | 38 277            |

## Economía
En el municipio existen el polígono industrial Los Espartales y el parque empresarial Aerópolis. También, durante muchos años, la construcción ha sido uno de los pilares fundamentales de la economía de La Rinconada.

### Construcción
Durante los años anteriores a la crisis económica de 2008, en La Rinconada uno de los pilares fundamentales de la economía, fue la construcción, que dio lugar a miles de puestos de trabajo, teniendo su cúspide en la zona oeste del municipio con la Urbanización Vega de Sevilla, y también en las áreas correspondientes al antiguo arroyo y la avenida de La Unión.
Otras zonas de expansión son San José Norte y las áreas colindantes al parque de La Gravera.

### Aerópolis

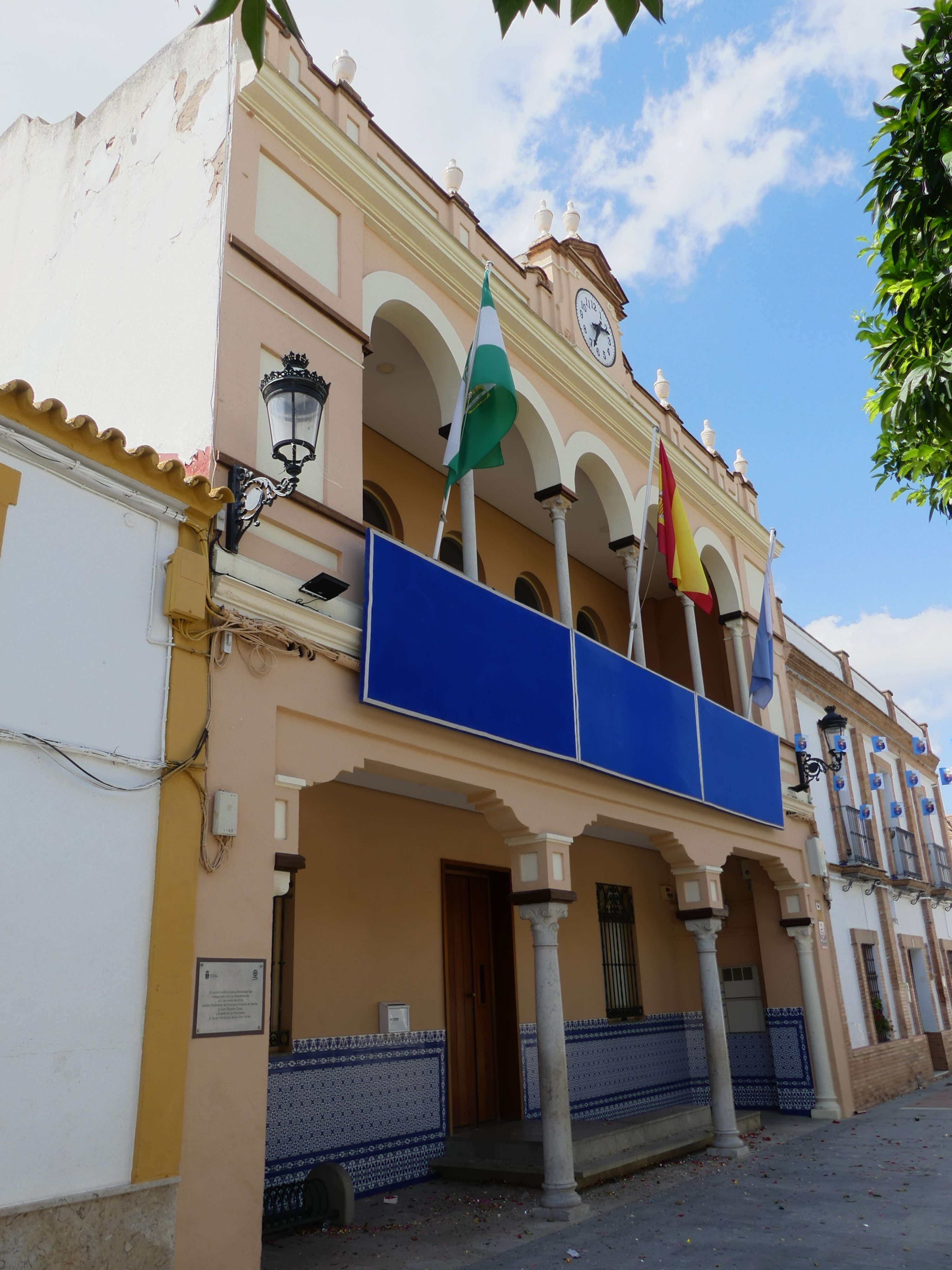
Ayuntamiento de La Rinconada

El Parque Tecnológico Aeroespacial de Andalucía, Aerópolis, está dedicado en exclusiva a la industria aeronáutica y aeroespacial. Está situado junto al Aeropuerto de Sevilla, cerca de la factoría de EADS CASA. Fue inaugurado en 2003. La sociedad gestora, Parque Tecnológico y Aeronáutico de Andalucía, S.L. es una sociedad limitada participada al 100 % por la Agencia de Innovación y Desarrollo de Andalucía (IDEA) de la Consejería de Innovación, Ciencia y Empresa de la Junta de Andalucía. En 2016 los reyes Felipe VI y Letizia visitaron las instalaciones.

### Agricultura
En 2014 se contabilizaron 6338 ha de cultivos herbáceos, de las cuales 1559 ha eran de algodón y 152 ha de avena. Ese mismo año se contabilizaron 3922 ha de cultivos leñosos, de las cuales 1708 ha eran de naranjos.

### Evolución de la deuda viva municipal
| Gráfica de evolución de la deuda viva del Ayuntamiento entre 2008 y 2019                                              |
| |
| Deuda viva del Ayuntamiento de La Rinconada, en miles de euros, según datos del Ministerio de Hacienda y Ad. Públicas |

## Administración y política
| Partido político                                        | 2023  | 2023   | 2023       | 2019  | 2019   | 2019       | 2015  | 2015   | 2015       | 2011  | 2011  | 2011       | 2007  | 2007  | 2007       |
| Partido político                                        | %     | Votos  | Concejales | %     | Votos  | Concejales | %     | Votos  | Concejales | %     | Votos | Concejales | %     | Votos | Concejales |
| Partido Socialista Obrero Español de Andalucía (PSOE-A) | 70,79 | 12 191 | 16         | 70,28 | 12 195 | 16         | 66,08 | 10 734 | 15         | 59,66 | 9704  | 14         | 65,19 | 9272  | 15         |
| Partido Popular de Andalucía (PP)                       | 11,32 | 1951   | 2          | 5,06  | 879    | 1          | 8,25  | 1340   | 1          | 20,11 | 3271  | 4          | 15,82 | 2250  | 3          |
| Con Andalucía-Izquierda Unida (IU)                      | 9,73  | 1676   | 2          | 8,78  | 1524   | 2          | 9,91  | 1610   | 2          | 14,93 | 2428  | 3          | 13,73 | 1952  | 3          |
| Vox                                                     | 6,62  | 1140   | 1          | 3,98  | 692    | 0          | —     | —      | —          | —     | —     | —          | —     | —     | —          |
| Podemos-Sí Se Puede                                     | —     | —      | —          | 5,91  | 1027   | 1          | 14,15 | 2299   | 3          | —     | —     | —          | —     | —     | —          |
| Ciudadanos (CS)                                         | —     | —      | —          | 5,26  | 914    | 1          | —     | —      | —          | —     | —     | —          | —     | —     | —          |

## Cultura

### Patrimonio
La iglesia parroquial de Nuestra Señora de las Nieves fue construida en el siglo XV en estilo mudéjar, aunque la torre y la sacristía son del siglo XVIII. Tiene tres naves. El retablo mayor es del siglo XVIII y los otros retablos son de los siglos XVI, XVII y XVIII. Destaca el Cristo de la Clemencia, del 1500. En este templo tienen su sede la Hermandad de la Salud y la Hermandad de la Resurrección.
La capilla de Nuestra Señora de los Dolores es del siglo XV y fue edificada sobre el hospital del siglo XIII. Tiene una sola nave. En el interior está la Virgen de los Dolores, que es patrona de la localidad. En esta capilla tiene su sede canónica la hermandad que tiene a esta Virgen como titular. Esta capilla fue visitada en mayo de 2016 por los reyes Felipe VI y Letizia Ortiz.
La iglesia parroquial de San José se encuentra en el núcleo de población del mismo nombre. Es del siglo XX. En esta iglesia tiene su sede la Hermandad del Santísimo Cristo del Perdón y María Santísima en su Mayor Dolor. Se encuentra también en esta iglesia, el patrón y Alcalde Perpétuo de la localidad, San José.
El Depósito elevado de La Rinconada, construido en 1939, es un símbolo urbano e histórico del municipio sevillano. Fue clave en la llegada y distribución del agua corriente a los municipios del área metropolitana en la década de los cuarenta del siglo pasad. Levantado en un contexto de proliferación de obras hidráulicas, con una estructura de hormigón pionera en la provincia, destaca por su vaso octogonal de 198 m². Aunque su función original quedó obsoleta con el desarrollo urbano, fue remodelada en 2010 por el Ayuntamiento como homenaje a su valor patrimonial y sentimental para la localidad, siendo que esta intervención no supuso ninguna puesta en valor ni protección hacia la estructura, que hoy, permanece como un emblema histórico más que funcional.

### Fiestas
Como es habitual en Navidades se celebra la tradicional cabalgata de Reyes Magos cada 5 de enero. La Feria de La Rinconada "El Abrazo", también conocida como La Jira, tiene lugar en junio. El 19 de marzo se celebra la festividad de San José, patrón de la localidad. El 15 de septiembre se celebran las fiestas patronales en honor de la Virgen de los Dolores. El 5 de octubre se celebra la romería de San Isidro Labrador.

#### Carnaval
El Carnaval de La Rinconada se celebra durante el mes de febrero antes del miércoles de ceniza, una semana de concurso de agrupaciones carnavalescas en el CC Antonio Gala y otra en las calles del municipio, una fiesta de gran interés en la provincia. Tiene como características particulares: El Baile del Sombrero, Zona Joven, Carpa multiusos, Pasacalles Multitudinario, Premios a los mejores disfraces y agrupaciones, Toro de fuego, quéma del tiburón Bolo. En 2017, la agrupación del barrio de San José  No te vayas todavía logró el tercer premio de chirigotas del Carnaval de Cádiz.

#### Semana Santa

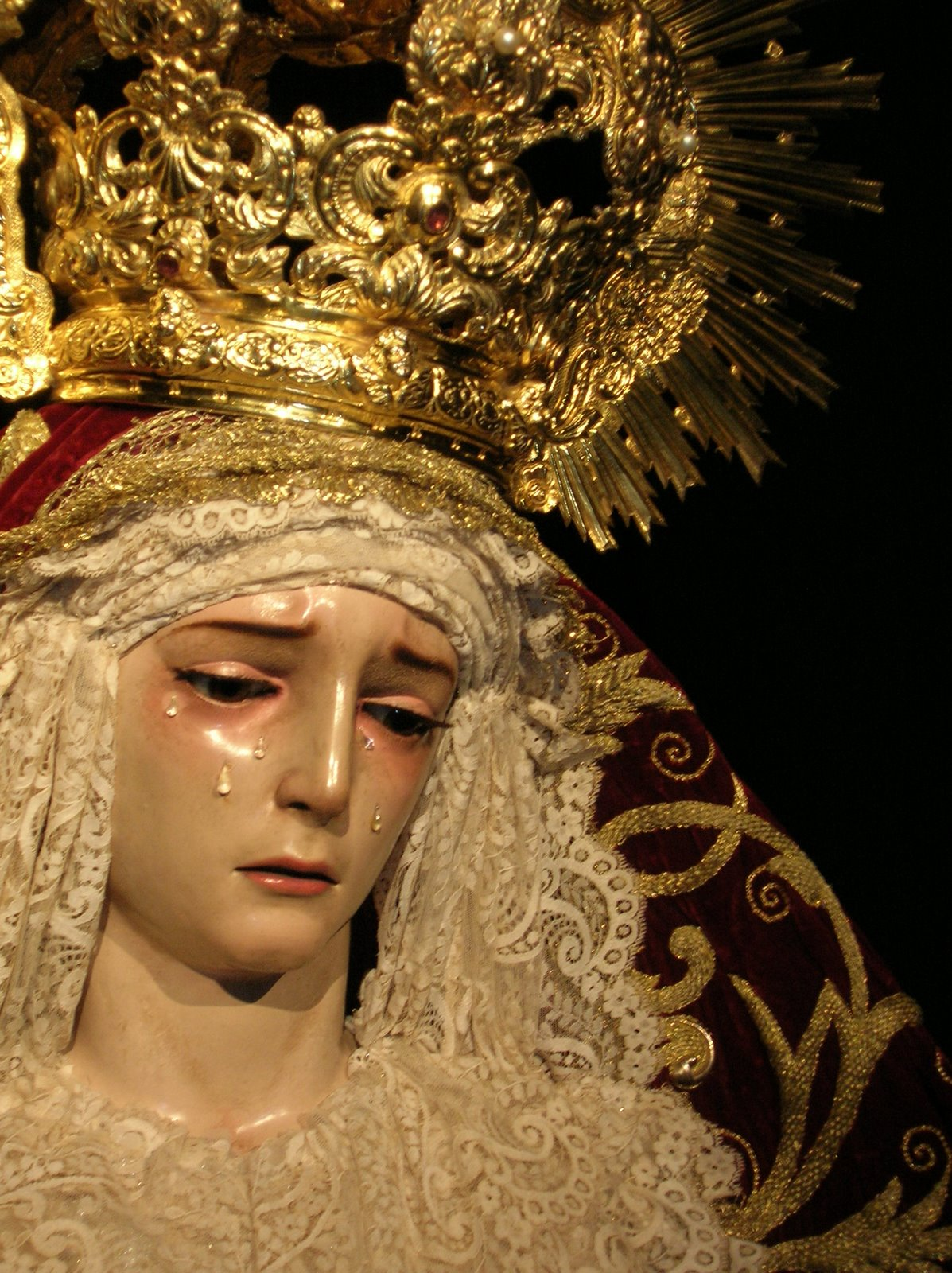
Virgen de los Dolores, patrona de la localidad

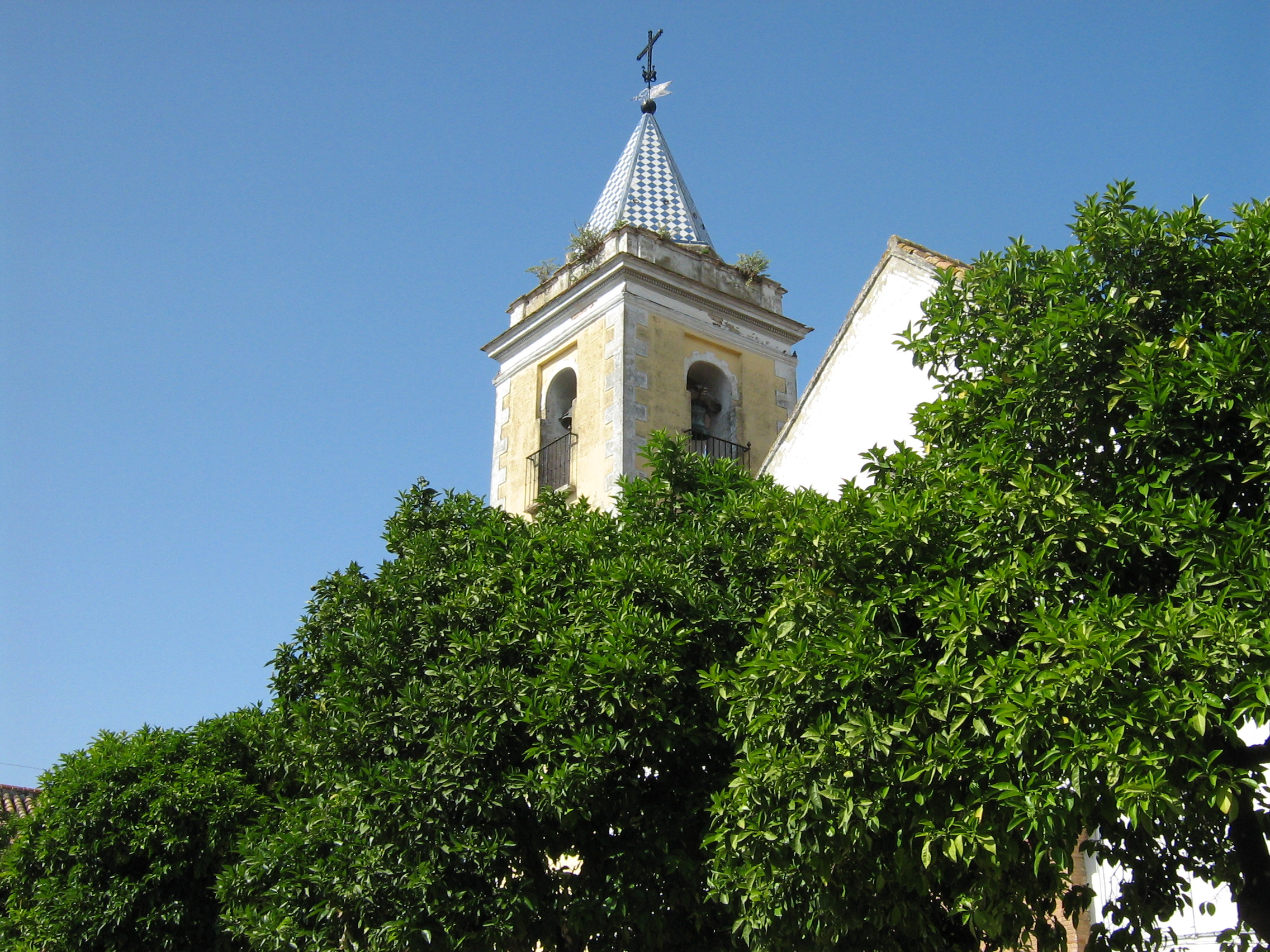
Iglesia de Nuestra Señora de las Nieves

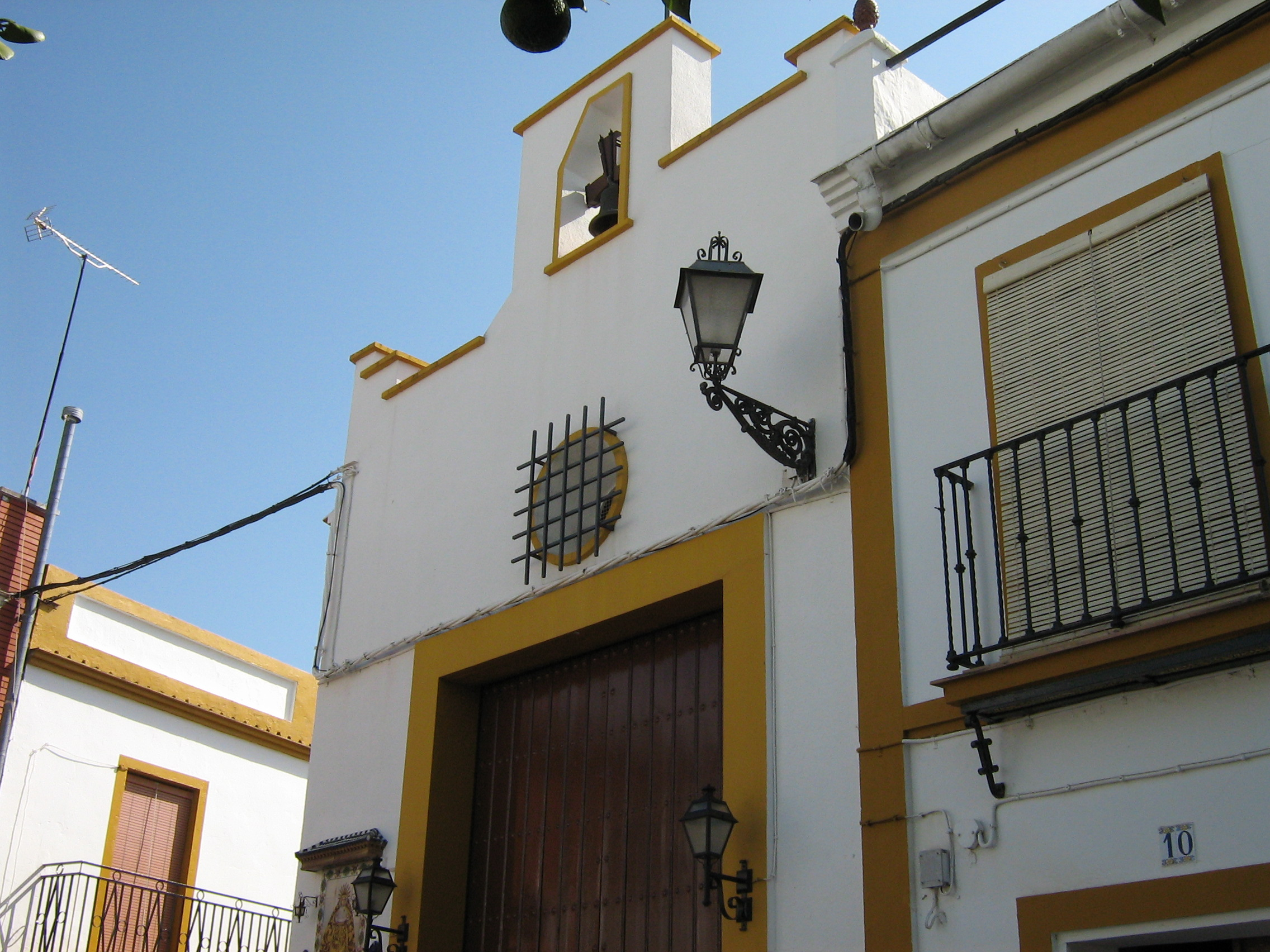
Capilla de Nuestra Señora de los Dolores

El Sábado de Pasión procesiona en San José el Señor de la Humildad de la Agrupación Parroquial El Olivo. El Miércoles Santo procesiona la Hermandad de la Salud con Jesús Nareno y con la Virgen de la Salud. El Viernes Santo procesiona la Hermandad del Perdón, con el Cristo del Perdón y la Virgen en su Mayor Dolor. El Sábado Santo procesiona la Hermandad de los Dolores, con el Cristo de la Misericordia y la Virgen de los Dolores. El Domingo de Resurrección procesiona la Hermandad de la Resurrección con un Resucitado.

## Localidades hermanadas
- Bir Lehlu, Sáhara Occidental